# Kautzen
Kautzen (česky Choucno) je městys v Rakousku ve spolkové zemi Dolní Rakousy v okrese Waidhofen an der Thaya. Žije v něm 1119 obyvatel (1. ledna 2018).

## Poloha
Kautzen se nachází v severozápadní části spolkové země Dolní Rakousy. Prochází jím silnice B 30, která začíná ve Schremsu a pokračuje podél hranic s Českem až do Guntersdorfu. Jeho rozloha činí 35,38 km², z nichž 35,37 % je jí zalesněných.

### Členění
Území městyse Gastern se skládá z devíti částí (v závorce uveden počet obyvatel k 1. 1. 2015):
- Engelbrechts (90)
- Großtaxen (98)
- Kautzen (624)
- Kleingerharts (63)
- Kleintaxen (34)
- Pleßberg (135)
- Reinberg-Dobersberg (30)
- Tiefenbach (56)
- Triglas (39)

## Historie
První písemná zmínka pochází z roku 1212. Kautzen patřilo k panství zámku Illmau, jako hlavní osada. Koncem 17. století zde byly vybudovány sklářské a papírenské podniky. Z těchto časů se dochovala stará papírna „Papiermühle“. V druhé polovině 18. století byla význačná textilní produkce. Zámek Illmau sloužil mezi lety 1914 a 1917 jako Internační tábor Illmau přednostně pro občany, kteří byli ve sporu se státem.

## Osobnosti
- Erwin Hornek, rakouský politik
- Hans Moravec, rakousko-kanadský průkopník robotiky

## Partnerské město
- Moravské Budějovice

## Galerie

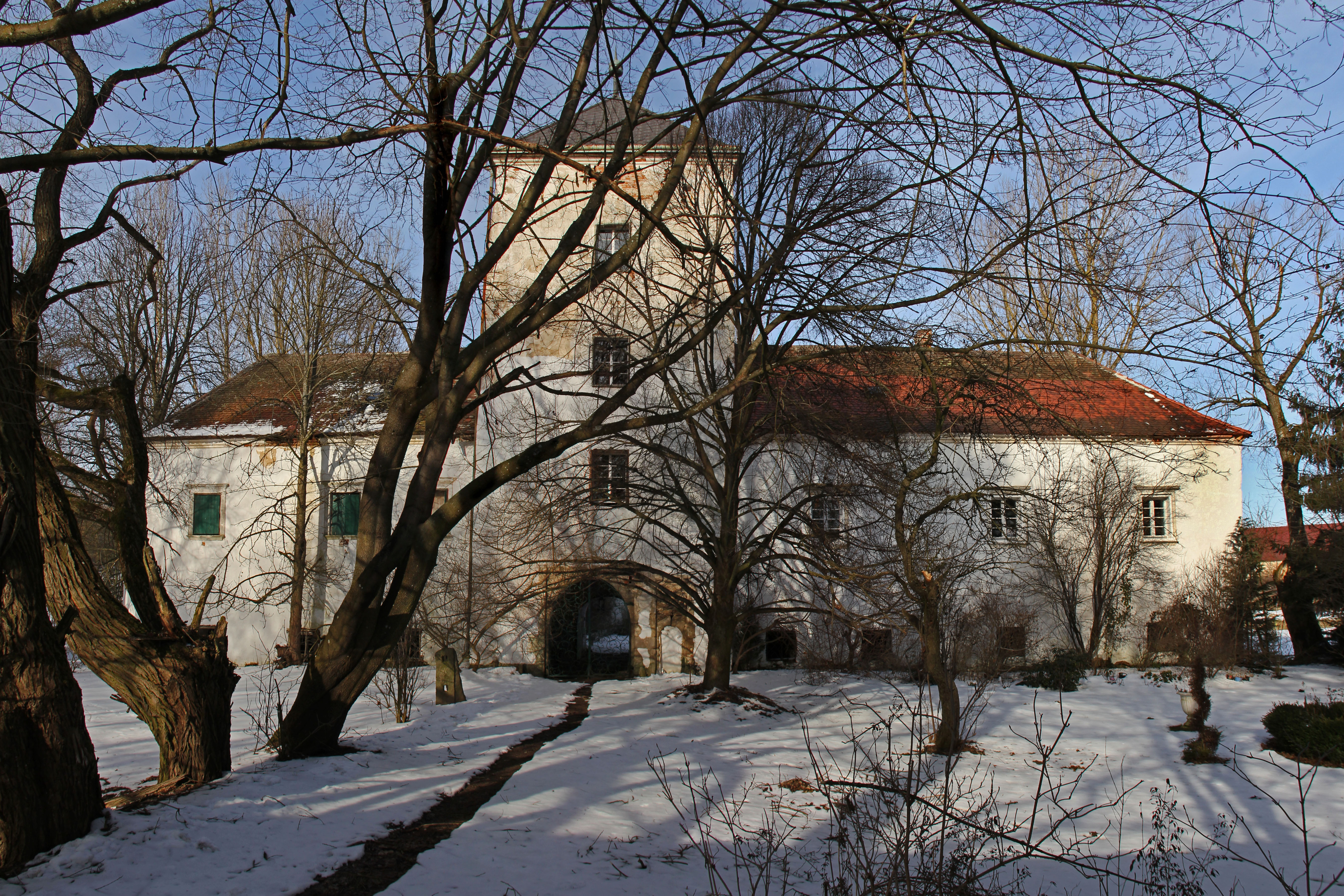
Zámek Illmau
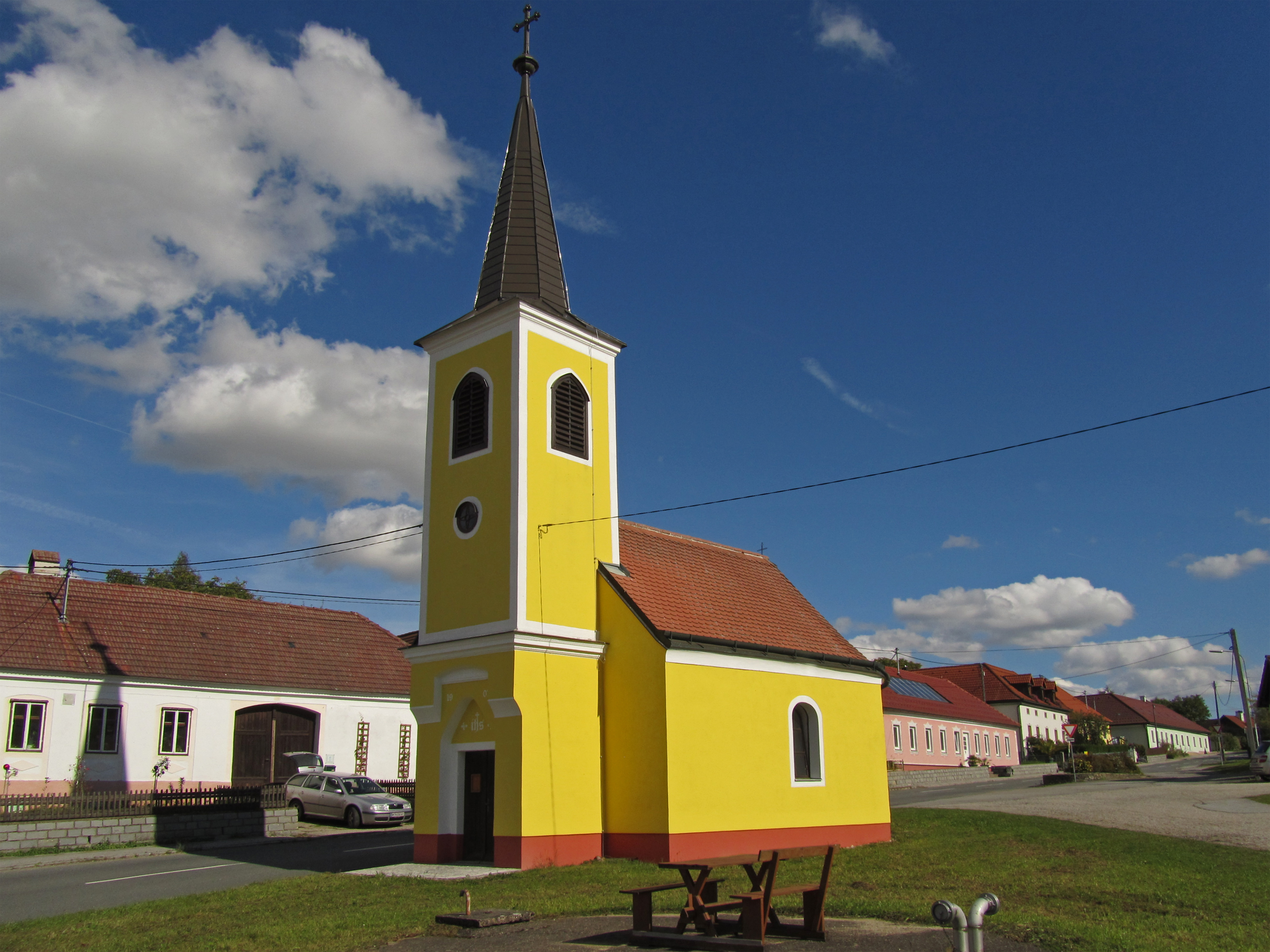
Kaplička v Tiefenbachu
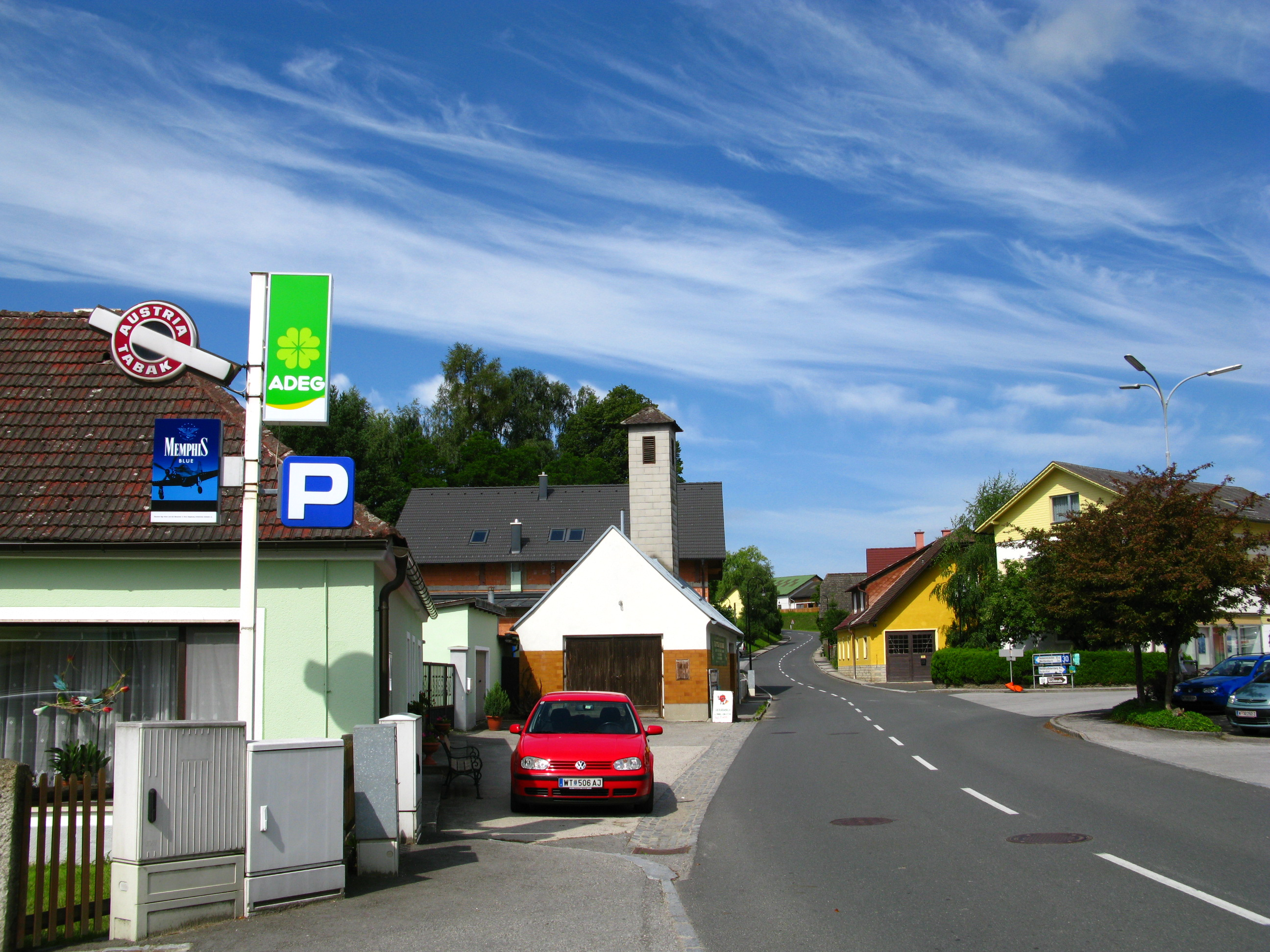
Ulice v Kautzen
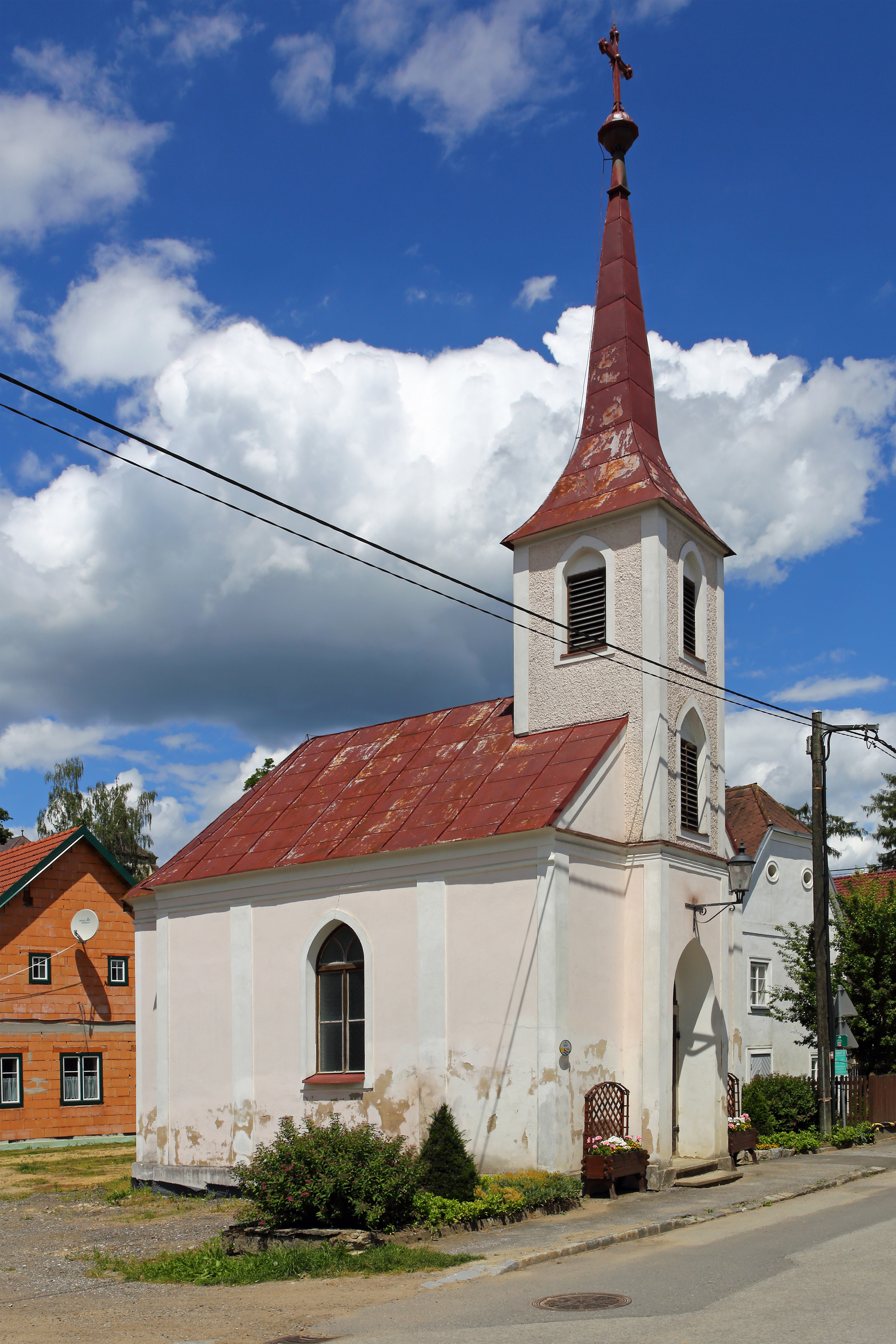
Kaplička v Großtaxen